# 石建辉
石建辉（1963年9月—），男性，湖南长沙人，汉族，中国共产党党员。中华人民共和国政治人物、第十三届全国人民代表大会湖南地区代表。

## 生平
石建辉长期在湖南省财政主管机关任职，2003年至2016年，他担任湖南省财政厅副厅长、党组成员，期间兼任湖南地方金融控股集团筹建工作小组成员、省委保密委员会成员等职务。2016年，升任湖南省政府金融工作办公室主任、党组书记，2017年，回到湖南省财政厅，出任该厅党组书记、厅长。2018年2月24日，当选为第十三届全国人大代表。2022年12月28日，卸任湖南省财政厅厅长。2023年7月，他获湖南省人民政府聘任为参事。